# Aulacoserica schoutedeniana
Aulacoserica schoutedeniana är en skalbaggsart som beskrevs av Louis Burgeon 1943. Aulacoserica schoutedeniana ingår i släktet Aulacoserica och familjen Melolonthidae. Inga underarter finns listade.